# 1906 a sportban
1906 legfontosabb sporteseményei a következők voltak:

## Események
- Az NB1-et ezentúl őszi-tavaszi formában rendezik, ezért ez évben nem hirdetnek bajnokot.
- Szisz Ferenc nyeri a legelső autóverseny Grand Prix-t egy Renault volánjánál.
- Nyári olimpiai játékok a görögországi Athénban. (A 10 éves jubileumi rendezvényt nem tartják számon a hivatalos olimpiák között.)
- René Pottier megnyeri a Tour de France-t.
- Hatodik alkalommal rendezik a magyar gyorskorcsolya bajnokságot, melynek férfi nagytávú összetett versenyét Wampetich Imre nyeri.[1]

## Születések
| Születés                                           | Név                | Nemzetiség, sportág, eredmények                                                                | Halálozás |
| -------------------------------------------------- | ------------------ | ---------------------------------------------------------------------------------------------- | --------- |
| ?                                                  | Salvador Flores    | paraguayi válogatott labdarúgó                                                                 | ?         |
| ?                                                  | Gerardo Romero     | paraguayi válogatott labdarúgó                                                                 | ?         |
| január 1.                                          | Petre Steinbach    | román válogatott labdarúgó, edző                                                               | 1996      |
| január 11.                                         | Zombori Vilmos     | magyar nemzetiségű román válogatott labdarúgó, kapus                                           | 1993      |
| január 22.                                         | Sebes Gusztáv      | magyar labdarúgó, megbecsült edző, az Aranycsapat mesteredzője                                 | 1986      |
| január 22.                                         | Fred Radke         | világbajnok kanadai válogatott jégkorongozó                                                    | ?         |
| február 5.                                         | Danÿ Margit        | Európa-bajnok magyar vívó                                                                      | 1975      |
| február 5.                                         | Homonnai Márton    | olimpiai bajnok magyar válogatott vízilabdázó                                                  | 1969      |
| február 18.                                        | Hollósi Frigyes    | magyar evezős, úszó, edző, sportvezető                                                         | 1979      |
| február 21.                                        | Alfred Heinrich    | Európa-bajnok, világbajnoki ezüstérmes, olimpiai bronzérmes német jégkorongozó                 | 1975      |
| február 26.                                        | Édouard Artigas    | olimpiai és világbajnok francia párbajtőrvívó                                                  | 2001      |
| február 27.                                        | Jack Barker        | angol válogatott labdarúgó                                                                     | 1982      |
| március 1. (régi orosz naptár szerint február 16.) | Vera Menchik       | sakkozó, az első női sakkvilágbajnok                                                           | 1944      |
| március 2.                                         | Weichelt Károly    | magyar nemzetiségű román válogatott labdarúgókapus                                             | 1971      |
| március 5.                                         | Rudolf Krčil       | világbajnoki ezüstérmes csehszlovák válogatott labdarúgó                                       | 1981      |
| március 7.                                         | Jaroslav Burgr     | világbajnoki ezüstérmes csehszlovák válogatott labdarúgó                                       | 1986      |
| március 24.                                        | Charles Debeur     | világbajnok belga tőr- és párbajtőrvívó                                                        | 1981      |
| március 30.                                        | Raymond Bru        | világbajnoki ezüstérmes, olimpiai bronzérmes belga tőrvívó                                     | 1989      |
| április ?                                          | Howard Armstrong   | világbajnok kanadai jégkorongozó                                                               | ?         |
| május 2.                                           | Aileen Riggin      | olimpiai bajnok amerikai úszónő                                                                | 2002      |
| június 11.                                         | Czakó József       | magyar nemzetiségű román válogatott labdarúgó, hátvéd                                          | 1966      |
| június 12.                                         | John Chase         | olimpiai ezüstérmes amerikai válogatott jégkorongozó, baseballjátékos, edző                    | 1994      |
| június 12.                                         | Németh János       | olimpiai bajnok magyar válogatott vízilabdázó                                                  | 1988      |
| június 13.                                         | Clifford Crowley   | olimpiai bajnok kanadai jégkorongozó                                                           | 1948      |
| július 2.                                          | Kárpáti Károly     | olimpiai bajnok magyar birkózó                                                                 | 1996      |
| július 6.                                          | Richard Hyland     | olimpiai bajnok amerikai válogatott rögbijátékos és újságíró                                   | 1981      |
| július 17.                                         | Carl-Erik Holmberg | svéd válogatott labdarúgó                                                                      | 1991      |
| július 20.                                         | Raúl Anganuzzi     | olimpiai bronzérmes argentin tőrvívó                                                           | ?         |
| július 28.                                         | Willy Jäggi        | svájci válogatott labdarúgó                                                                    | 1968      |
| augusztus 1.                                       | Visy István        | magyar katona, olimpikon, lovasedző és lovaglótanár                                            | 2000      |
| augusztus 5.                                       | František Svoboda  | világbajnoki ezüstérmes csehszlovák válogatott labdarúgó                                       | 1948      |
| augusztus 18.                                      | Dernell Every      | olimpiai bronzérmes amerikai tőrvívó, sportvezető                                              | 1994      |
| augusztus 19.                                      | Marcel Desprets    | olimpiai és világbajnok francia párbajtőrvívó                                                  | 1973      |
| augusztus 31.                                      | Raymond Sommer     | francia autóversenyző, Formula–1-es pilóta, a Le Mans-i 24 órás autóverseny kétszeres győztese | 1950      |
| szeptember 8.                                      | Rotter Emília      | olimpiai bronzérmes, világbajnok magyar műkorcsolyázó                                          | 2003      |
| szeptember 14.                                     | Jan Diddens        | belga válogatott labdarúgó                                                                     | 1972      |
| szeptember 23.                                     | Kazimierz Materski | Európa-bajnoki ezüstérmes lengyel válogatott jégkorongozó, olimpikon                           | 1971      |
| szeptember 30.                                     | Josef Čtyřoký      | csehszlovák válogatott labdarúgó                                                               | 1985      |
| október 20.                                        | Ilie Subășeanu     | román válogatott labdarúgó                                                                     | 1980      |
| október 26.                                        | Primo Carnera      | világbajnok olasz ökölvívó                                                                     | 1967      |
| október 30.                                        | Giuseppe Farina    | olasz autóversenyző                                                                            | 1966      |
| november 5.                                        | Kabos Endre        | olimpiai bajnok magyar vívó                                                                    | 1944      |
| november 30.                                       | Alex Park          | világbajnok kanadai válogatott jégkorongozó                                                    | ?         |
| december 15.                                       | Romildo Etcheverry | paraguayi válogatott labdarúgó                                                                 | ?         |

## Halálozások
| Halálozás      | Név                    | Nemzetiség, sportág, eredmények                                                    | Születés |
| -------------- | ---------------------- | ---------------------------------------------------------------------------------- | -------- |
| június 8.      | John Campbell          | skót labdarúgó                                                                     | 1869     |
| június 15.     | Sandy Nava             | / mexikói-amerikai baseballjátékos                                                 | 1850     |
| június 17.     | Harry Nelson Pillsbury | amerikai sakkozó                                                                   | 1872     |
| szeptember 26. | George Davies          | amerikai baseballjátékos                                                           | 1868     |
| október 20.    | Buck Ewing             | amerikai baseballjátékos, menedzser, National Baseball Hall of Fame and Museum tag | 1859     |